# Edifici del Banc Hispano Colonial
L'Edifici del Banc Hispano Colonial està situat a la Via Laietana, 3-3 bis cantonada amb el carrer d'Àngel Baixeras, 9 de Barcelona, i està catalogat com a bé amb elements d'interès (Categoria C).

## Història
Va ser projectat el 1911 per l'arquitecte Enric Sagnier i enllestit el 1913 com a seu del Banc Hispano Colonial, entitat promotora de l'obertura de la Via Laietana, essent el primer edifici de la nova avinguda. Actualment allotja un hotel.

## Descripció
Consta de soterrani, planta baixa i quatre pisos, amb torres emmerletades als dos extrems i la cantonada (aquesta darrera més alta), i és una mostra dels sistemes constructius moderns, que eliminen els murs de càrrega i permeten obrir grans finestrals a les façanes. Aquests abasten també els baixos, on hi ha un portal d'arc de mig punt sota cada torre.
En aquesta obra, Sagnier explorà la tipologia d'edifici d'oficines, que hauria de marcar l'especialització financera -com una mena de Wall Street barcelonina- de la Via Laietana, on pocs anys més tard projectaria el Casal de l'Estalvi i el Casal de la Previsió per a la Caixa de Pensions.